# Fodor Ferenc (tanár)
Fodor Ferenc (1858 körül – Szászfenes, 1885. november 7.) magyar bölcsészdoktor, okleveles tanár.

## Élete
Az 51. gyalogezred tartalékos hadnagya; 1883–1884-ben a kolozsvári egyetemen a természettani tanszék tanársegéde volt; 1884-től a debreceni református tanítóképzőhöz nevezték ki helyettes tanárnak. Elhunyt 1885-ben, 27. évében.

## Munkái
- Néhány szilárd test és folyadék hőátbocsátásáról. Tudori értekezésűl. Kolozsvár, 1881.
- Vezérkönyv a természettan népiskolai tanításához. Átdolgozta Somogyi Pál. Debreczen, 1888. (Jutalmazott pályamű. Ism. Prot. Egyh. és Isk. Lap. 49. sz.)

Cikkeket írt a kolozsvári Orvos-természettudományi Értesítőbe (1881–82.), a Természettudományi Közlönybe (1883. Az elektromos szélről) és az Országos Tanáregylet Közlönyébe (XVI. 1882–83. Könyvismertetés.)